# أندي داي
أندي داي (بالإنجليزية: Andy Day)‏ هو مذيع بريطاني، ولد في 15 مايو 1975 في لوتن في المملكة المتحدة.

## وصلات خارجية
- الموقع الرسمي